# Adam Kay (escritor)
Adam Richard Kay (nacido el 12 de junio de 1980) es un escritor, comediante y médico británico. Sus obras como escritor de televisión incluyen Crims, Mrs Brown's Boy y Mitchell and Webb. Es conocido por ser el autor del best seller This Is Going to Hurt.

## Primeros años
Kay es hijo de Stewart y Naomi Kay y creció en una casa judía, con su hermana Sophie. Con su padre siendo doctor, describe convertirse en doctor como una decisión predeterminada. La familia Kay era de Polonia, con el nombre familiar original que es Strykowski.
Kay acudió al Dulwich College, dejándolo en 1997, y el Imperial College London, donde estudió medicina y se graduó en 2004. Durante su tiempo en la escuela de médica, Kay comenzó a actuar en espectáculos escolares médicos en 1998. Mientras en escuela médica, fundó el grupo de música y comedia Amateur Transplants y escribió para BBC Radio 4 4.

## Carrera

### Medicina
Kay trabajó como médico de 2004 a 2010, cuando abandonó el ejercicio de la profesión después de que una paciente sufriera una placenta previa sin diagnosticar: la futura madre fue llevada inmediatamente a cuidados intensivos, pero el bebé nació muerto. Kay trabajó un número de años como practicante de obstetricia y ginecología, escribiendo textos sobre el tema, antes de dejar la carrera para dedicarse a la escritura

### Música
Kay fundó el Amateur Transplants. Su canción "London Underground", la cual tenía la tonada de "Going Underground" por The Jam, obtuvo una popularidad significativa en el internet del Reino Unido en 2005.

### Escritura
El primer libro de Kay fue This Is Going to Hurt, basado en los diarios de su pasada carrera como doctor: fue publicado por Picador en septiembre de 2017 y se convirtió instantáneamente en un Sunday Times bestseller La versión de bolsillo también se convirtió instantáneamente en el bestséller no.1 del Sunday Times, un puesto que ocupó durante años vendiendo más de un millón de ejemplares. Fue el libro del año del National Book Awards del 2018 de Reino Unido.
El libro fue muy bien recibido por la crítica, apareciendo en las páginas literarias de The Times, Financial Times, The Guardian, The Scotsman y Daily Express. Además de libro del año, también fue ganador de los National Book Awards en las categorías de Libro de no ficción del Año, Escritor Nuevo del Año y Libro de Club del Año. También se le otorgó el Blackwell's  Libro de Debut del Año 2017, Libro de Humor del Sunday Times del Año, y ganó ambos libros de no ficción del año y el premio global en los Books Are My Bag Readers'Awards del 2017. Fue nominado para Libro de No Ficción del año en el 2018 British Book Awards, ganados Esquire Libro del Año y era una selección del Club de Libro de Zoe Ball. Ha sido traducido a 28 idiomas, consiguiendo estatus de número-uno internacionalmente. siendo en el Reino Unido el segundo libro mejor vendido de 2018.
El segundo libro de Kay, Twas The Nightshift before Christmas, fue publicado en octubre del 2019.
El 6 de julio de 2018, la BBC anunció que Kay adaptaría This Is Going to Hurt como una comedia dramática de ocho partes para BBC One y la primera parte finalmente apareció en la BBC del 1 al 6 de febrero del 2022, recibiendo principalmente críticas positivas. fue realizada por Pictures and sisters y Kay es uno de los coproductores ejecutivos. Cada episodio dura aproximadamente 45 minutos. Kay es un guionista establecido, habiendo escrito y cocreado en 2015 para la BBC Three la sitcom Crims, junto con Dan Swimer escritor de Grandma's House. Sus otros trabajos televisivos como escritor y editor de guion incluyen Mrs. Brown's boys, Mongrels, Watson & Oliver, Up the women, Very British problems, televisión Plana, Our Ex Wife, Who is America?, Mitchell and Webb y Child Genius.
En abril de 2020, se anunció que Trapeze publicaría una colección de historias personales sobre el Servicio Nacional de Salud (NHS) editadas por Kay. Titulado Querido NHS: 100 Historias para Decir Gracias, el libro incluirá cartas de estrellas entre las que figuran Paul McCartney, Louis Theroux, Caitlin Moran y Jameela Jamil.

### Actuando
Kay ha tenido entradas agotadas durante seis años en el Edinburgh Fringe y también tuvo agotado en el nationwide tour del Reino Unido. Su tour de This Is Going to Hurt tuvo agotado en la temporada del EICC, el local más grande del festival de Edimburgo y una semana en el Teatro Garrick, antes de culminar con dos espectáculos en el Hammersmith Apolo. Actúa regularmente en festivales de música que incluyen Latitude, y acontecimientos culturales como Cheltenham Festival de Literatura. Kay Ganó mejor acto musicla de variedad en la edición 2014 de los Premios Cabaret de Londres y ha sido nombrado por el Evening Standard como una de las personas más influyentes de Londres.
Ha interpretado canciones en la serie de actualidad de la Radio BBC 4 The Now show y ha aparecido en numerosos espectáculos de televisión como The Russell Howard Hour en Sky One, BBC Breakfast, Lorraine, Peston on Sunday y 8 Out of 10 Cats Does Countdown.

## Vida personal
Kay es homosexual, y fue votado en Pink News' top 50 LGBT más influyentes usuarios de Twitter. Vive en Oxfordshire, con su marido, James Farrell ejecutivo de Juego de Tronos, y su Airedale terrier, Pip.